# Emmochliophis fugleri
Emmochliophis fugleri là một loài rắn trong họ Rắn nước. Loài này được Fritts & Smith mô tả khoa học đầu tiên năm 1969.